# Ротонда (Италия)
 Тази статия е за градчето в Италия.  За архтитектурния вид църкви вижте Кръгла църква.  За църквата в Малта вижте Ротонда, Моста.
Рото̀нда (на италиански: Rotonda, на местен диалект Rotùnna, Ротуна) е малко градче и община в Южна Италия, провинция Потенца, регион Базиликата. Разположено е на 580 m надморска височина. Населението на общината е 3473 души (към 2013 г.).